# خاکسپاری در مصر باستان

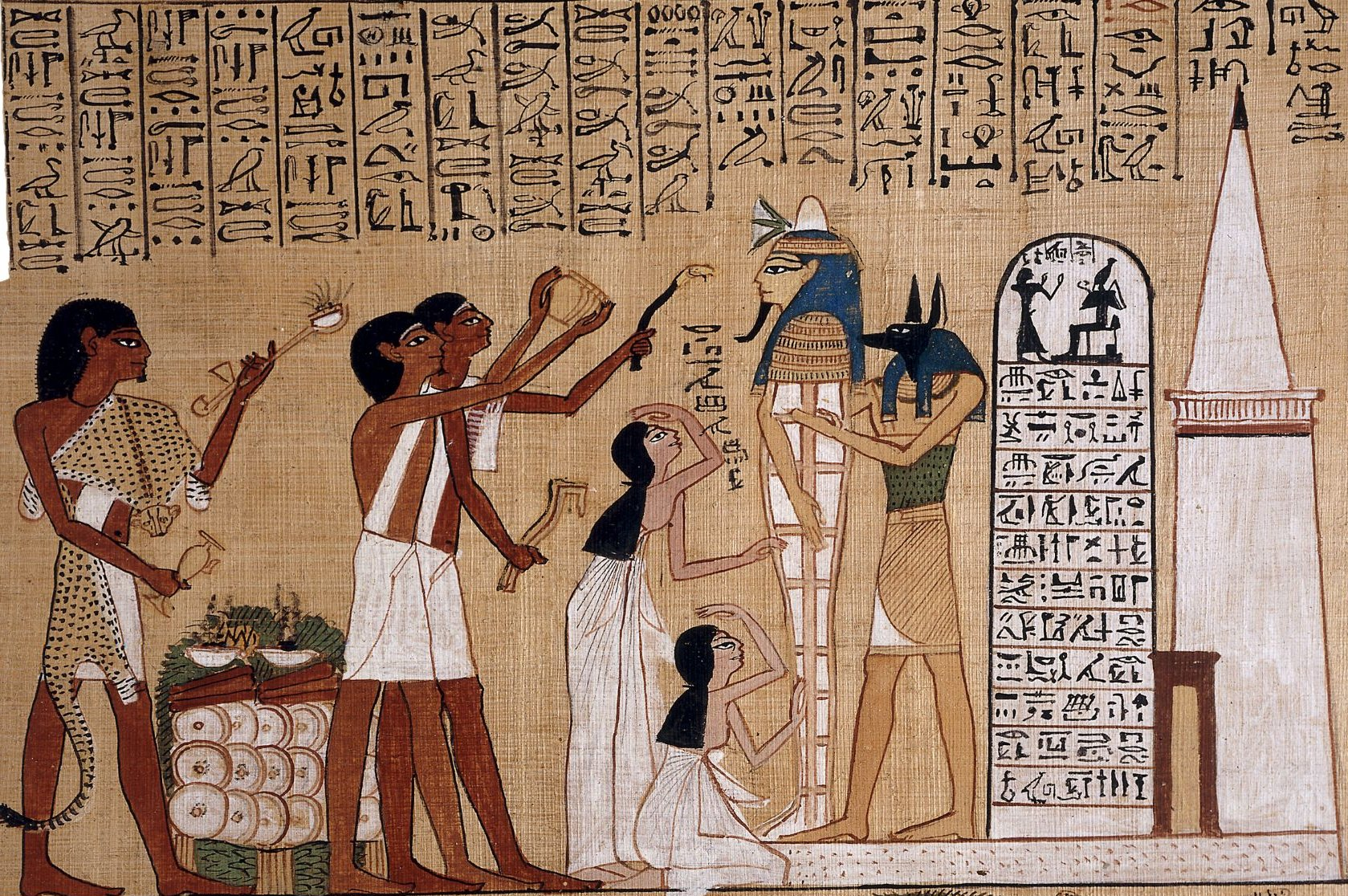
مراسم باز کردن دهان بر روی یک مومیایی قبل از خاکسپاری انجام می‌شود. گزیده‌ای از پاپیروس هونفر، کتاب مردگان مربوط به سلسله نوزدهم (حدود ۱۳۰۰ پیش از میلاد)

مصریان باستان مجموعه ای مفصل از مراسم تشییع جنازه داشتند که به اعتقاد آنها برای اطمینان از جاودانگی آنها پس از مرگ ضروری است. این آیین‌ها شامل مومیایی کردن جسد، گذاشتن طلسم‌های جادویی و دفن با وسایل خاصی بود که تصور می‌شد در زندگی پس از مرگ مورد نیاز فرد مرده است.
روند تدفین باستانی در طول زمان با کنار گذاشتن آداب و رسوم قدیمی و پذیرفتن آداب و رسوم جدید تکامل یافت، اما چندین عنصر مهم این روند ادامه یافت. اگرچه جزئیات خاص در طول زمان تغییر کرد، اما آماده‌سازی جسد، طلسم‌ها و وسایل قبر، همه بخش‌های ضروری یک تشییع جنازه مصری بود.

## تاریخچه
اگرچه هیچ نوشته‌ای از دوره پیش از تشکیل پادشاهی در مصر (حدود ۶۰۰۰ تا ۳۱۵۰ پیش از میلاد) باقی نمانده است، محققان معتقدند اهمیت جسم مادی و حفظ آن در همین زمان نشات گرفته است. این احتمالاً توضیح می‌دهد که چرا مردم آن زمان از رسم معمول سوزاندن در میان فرهنگ‌های همسایه پیروی نمی‌کردند، بلکه مرده‌ها را دفن می‌کردند. برخی از محققان بر این باورند که مصریان دوران پیش از سلسله می‌ترسیدند که در صورت بدرفتاری با اجساد پس از مرگ، دوباره زنده شوند و انتقام بگیرند.
تدفین‌های اولیه در گودال‌های بیضی شکل ساده و کم عمق با چند وسیله معمولی بود. گاهی افراد و حیوانات متعددی را در یک قبر به صورت طبقه‌ای قرار می‌دادند. با گذشت زمان، ساختمان و چینش قبرها پیچیده‌تر شدند. اجساد در یک تابوت سر باز حصیری قرار می‌گرفتند و بعداً استفاده از تابوت‌های چوبی یا سفالی انتخاب رواج داده شد. در قبرها وسایل تدفین مانند جواهرات، غذا، تختهٔ بازی و سنگ چخماق تیز شده بود.

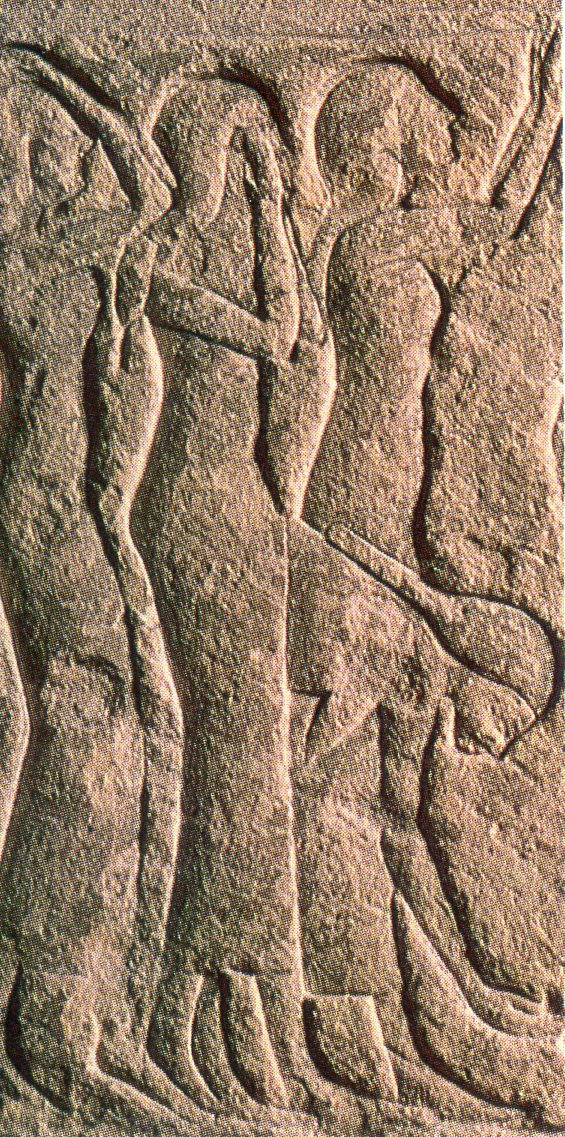
بعضی از مصری‌های باستان که ثروتی داشتند برای بعد از مرگ خود و حین مراسم خاکسپاری، گریه‌کن حرفه‌ای استخدام می‌کردند تا در مراسم تشییع آنها عزاداری کنند و مراسم باشکوه تر و شلوغ تر برگزار شود.

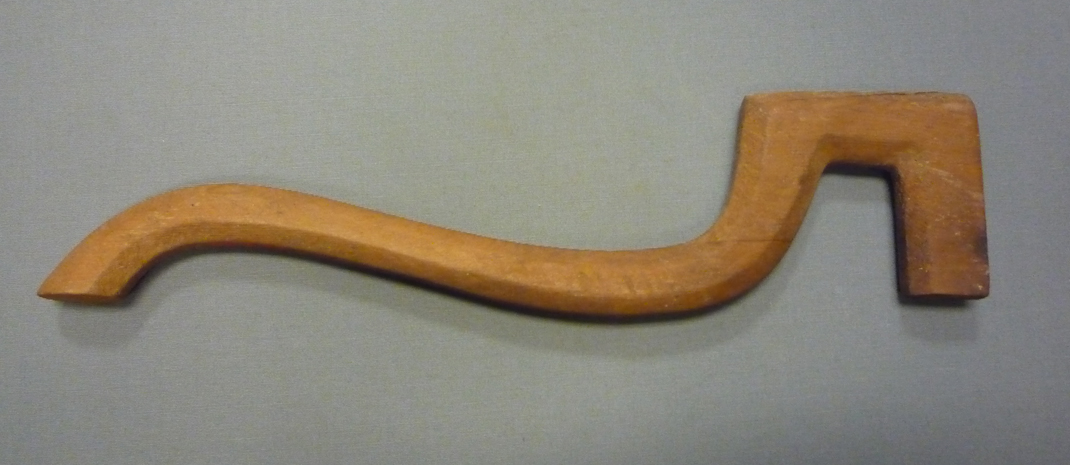
اسکنه وسیله‌ای تشریفاتی بود که برای لمس دهان و سایر نواحی بدن در آئین باز کردن دهان استفاده می‌شد.

از دوره قبل از آغاز سلسله پادشاهی تا آخرین سلسله بطلمیوسی، تمرکز فرهنگی دائمی بر زندگی ابدی و قطعیت وجود انسان در جهان فراتر از مرگ وجود داشت. این اعتقاد به زندگی پس از مرگ در دفن اشیاء قبر در مقبره‌ها بروز داده می‌شد. اعتقادات مصریان به زندگی پس از مرگ در سراسر جهان باستان از طریق تجارت و انتقال فرهنگی شناخته شد و بر تمدن‌ها و ادیان دیگر تأثیر گذاشت. قابل ذکر است که این باور از طریق جاده ابریشم به خوبی شناخته شد. مصریان بر این باور بودند که افراد بر اساس این که بتوانند هدفی را در آنجا انجام دهند در زندگی پس از مرگ پذیرفته می‌شوند. به عنوان مثال، تصور می‌شد که پادشاه به دلیل فرمانروای مصر باستان بودن، اجازه ورود به زندگی پس از مرگ را داشته باشد.
اجسادهای انسان‌های قربانی شده یافت شده در مقبره‌های سلطنتی اولیه، این احتمال را تقویت می‌کند که در زندگی پس از مرگ هرکس به هدفی باید عمل کند. کسانی که قربانی شدند احتمالاً برای خدمت به پادشاه در زندگی پس از مرگ، جان خود را از دست داده‌اند. در نهایت مجسمه‌ها و نقاشی‌های دیواری جایگزین قربانیان انسانی می‌شوند.
نه تنها طبقات فرودست جامعه به لطف و نظر فرعون تکیه می‌کردند، بلکه طبقات اشراف نیز به لطف فرعون متکی بودند. آنها معتقد بودند که پس از مرگ، پادشاهان به خدایان تبدیل می‌شوند که می‌توانند به افراد خاصی توانایی زندگی پس از مرگ را بدهند. این باور از دوره پیش از سلسله پادشاهی تا پادشاهی کهن وجود داشت. در دوره اول میانی، اهمیت فرعون کاهش یافت. طلسم‌ها و وردهای تشییع جنازه که قبلاً به استفاده سلطنتی محدود می‌شد، به‌طور گسترده در دسترس قرار گرفت. فراعنه دیگر خدا-پادشاه نبودند.

### دوره پیش از سلطنت
آداب و رسوم تشییع جنازه در دوره قبل از پادشاهان از آداب و رسوم دوران پیش از تاریخ خاورمیانه توسعه یافت. در ابتدا مردم در دوره بدریان (۴۴۰۰ تا ۳۸۰۰ ق. م) گورهای گرد حفر کردند. در پایان دوره قبل از سلسله پادشاهی، تعداد فزاینده‌ای از اشیاء همراه با مرده‌ها در گورهای مستطیلی قرار می‌گرفتند، و شواهد فزاینده‌ای از مناسک انجام شده توسط مصریان دوره نقاده دوم (۳۶۵۰–۳۳۰۰ قبل از میلاد) وجود دارد. در این نقطه، اجساد به‌طور منظم به صورت خمیده و فشرده چیده می‌شدند و صورت به سمت شرق و طلوع خورشید یا غرب که در این دوره تاریخی سرزمین مردگان بود، قرار می‌گرفت. هنرمندان کوزه‌ها را با تشییع جنازه و شاید تصاویری از رقص آیینی نقاشی می‌کردند. پیکرهای زنان برهنه با صورت‌های پرنده مانند و پاهایشان در زیر دامن نیز ظاهر شد. برخی از قبرها از نظر وسایل درون مقبره، بسیار غنی تر از سایرین بودند که نشان دهنده آغاز طبقه‌بندی اجتماعی است. تفاوت‌های جنسیتی در تدفین با گنجاندن سلاح در قبور مردان و لوازم آرایشی در قبور زنان پدیدار شد.
در سال ۳۶۰۰ قبل از میلاد، مصریان شروع به مومیایی کردن مردگان کرده بودند و آنها را در باندهای کتانی با روغن مخصوص مومیایی (رزین مخروطی و عصاره گیاهان معطر) مومیایی می‌کردند.

### دوره سلسله نخست مصر: ظهور مقبره‌ها و تابوت‌ها

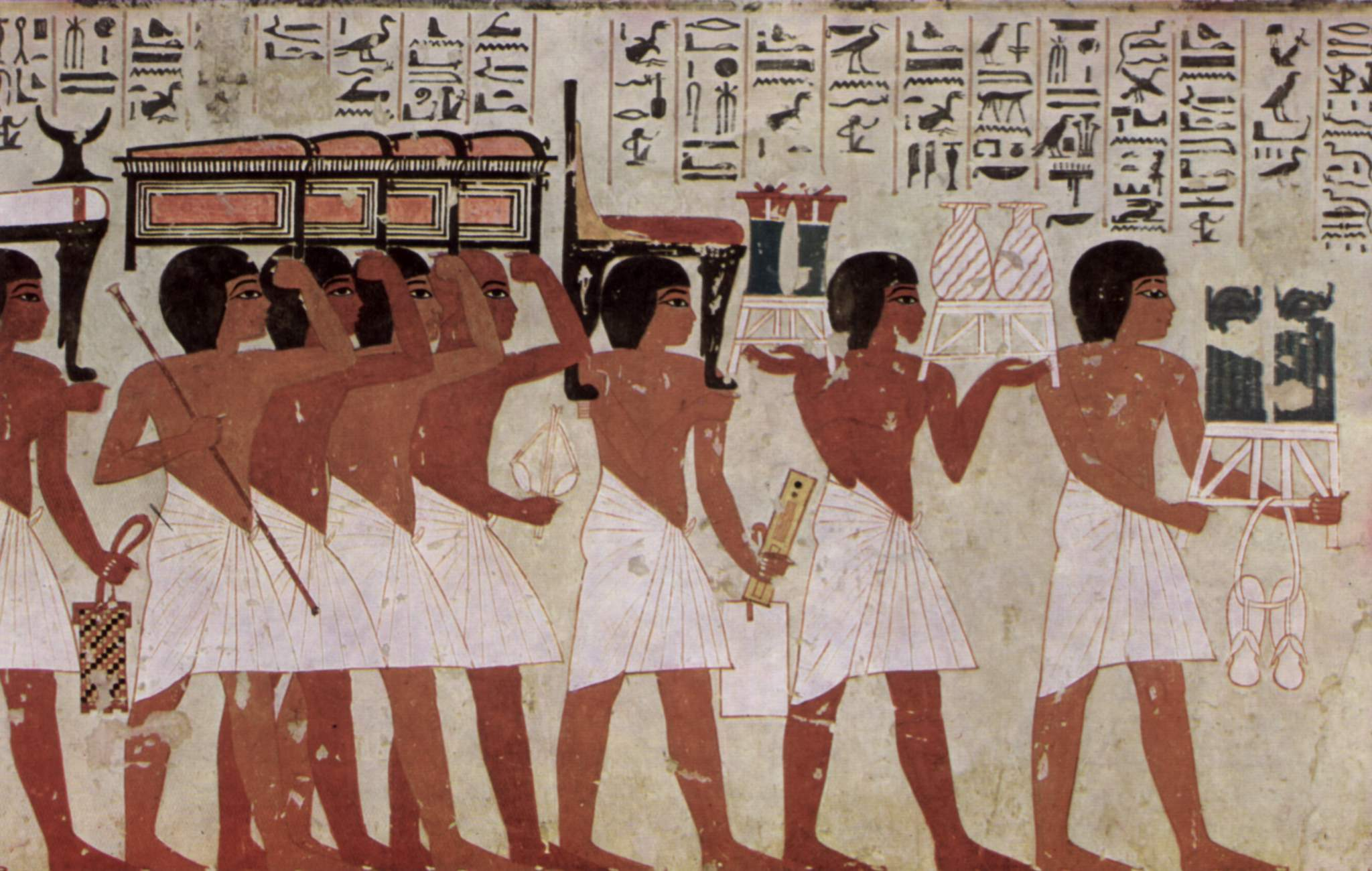
دسته‌ای از تشییع کنندگان همراه با وسایلی برای گذاشتن در کنار فرد متوفی

در سلسله اول، برخی از مصریان آنقدر ثروتمند بودند که به جای قرار دادن اجساد خود در گورهای گودالی ساده که در شن و ماسه حفر شده بودند، مقبره بر روی مردگان خود بسازند. مقبره مستطیل شکل و آجری با اتاق تدفین زیرزمینی، که در باستان‌شناسی مدرن مصطبه نامیده می‌شود، در دوره سلسله نخست پادشاهی توسعه یافت. این مقبره‌ها دارای دیوارهای طاقچه مانند بودند، سبکی از ساختمان که به آن نقوش کاخ-نما می‌گویند، زیرا دیوارها شبیه دیوارهای اطراف کاخ فرعون بودند. با این حال، از آنجایی که مردم عادی و همچنین پادشاهان چنین مقبره‌هایی داشتند، معماری نشان می‌دهد که در هنگام مرگ، برخی از افراد ثروتمند به جایگاه والایی دست یافته‌اند. بعدها در دوره تاریخی مشخص می‌شود که آن فرد متوفی با خدای مردگان، اوزیریس مرتبط بوده است.
وسایل‌های درون مقبره‌ها گسترش یافت و شامل مبلمان، جواهرات، و تخته‌های بازی و همچنین سلاح‌ها، لوازم آرایشی و مواد غذایی در کوزه‌های تزئین شده بود که قبلاً در دوره پیش از سلسله‌ای شناخته شده بود. در غنی‌ترین مقبره‌ها، تعداد اشیای قبر به هزاران می‌رسید. فقط تابوت‌های تازه اختراع شده برای بدن به‌طور خاص برای مقبره ساخته شده است. برخی شواهد غیرقابل قطعیت برای مومیایی کردن وجود دارد. دیگر اشیاء موجود در مقبره‌ها که در زندگی روزمره مورد استفاده قرار می‌گرفتند نشان می‌دهند که در سلسله اول مصریان پیش‌بینی می‌کردند که در زندگی بعدی به چنین اشیایی نیاز داشته باشند. تداوم بیشتر از این زندگی به زندگی بعدی را می‌توان در موقعیت مقبره‌ها یافت: آن دسته از افرادی که در طول زندگی خود به پادشاه خدمت می‌کردند، مقبره‌های نزدیک به پادشاه خود را انتخاب می‌کردند. استفاده از سنگ یادبود در جلوی مقبره در سلسله اول پادشاهی آغاز شد که نشان دهنده تمایل به شخصی‌سازی کردن مقبره با نام متوفی است.

### دوره پادشاهی کهن: آغاز ظهور اهرام و مومیایی کردن

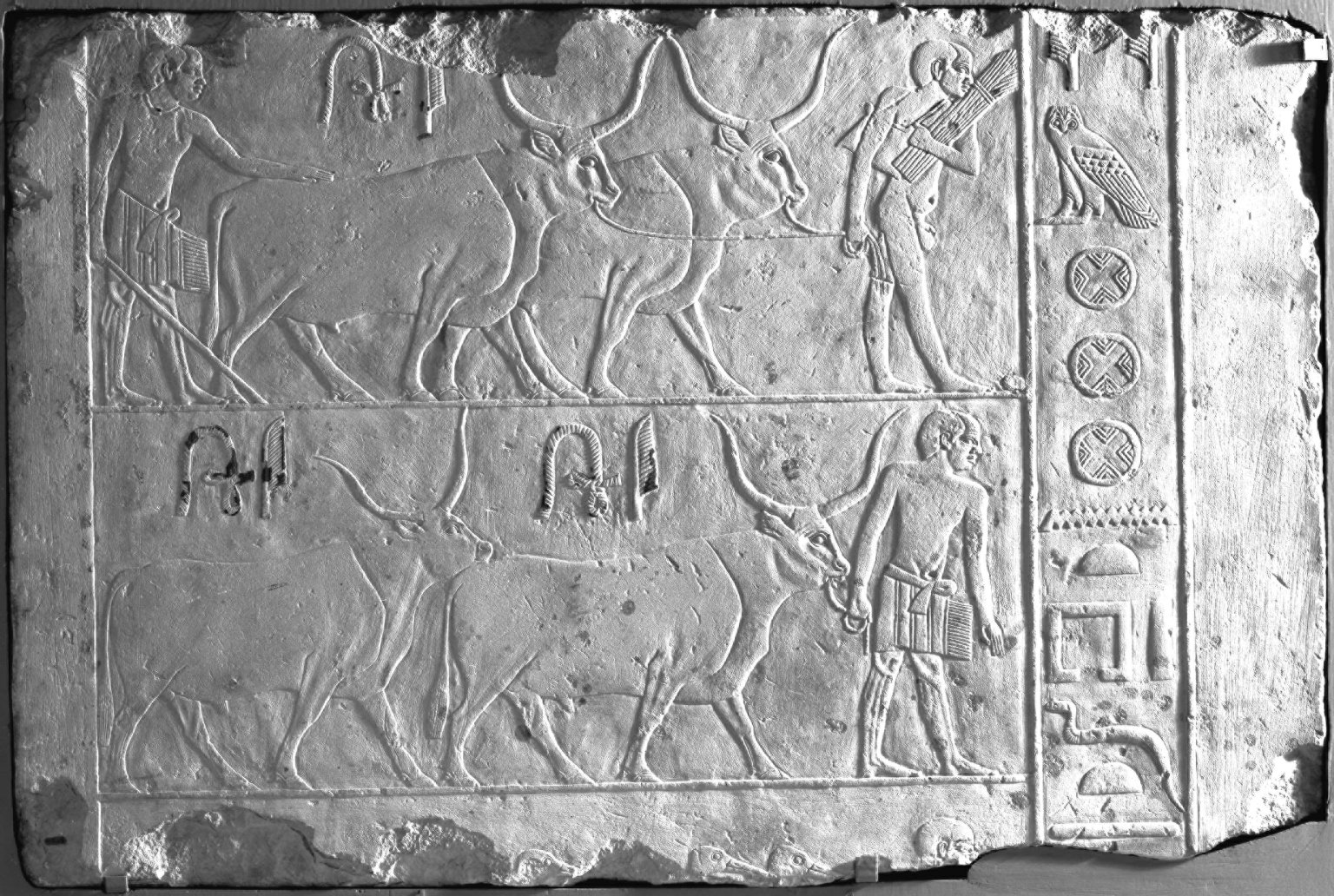
نقش برجسته مردانی که گاو را برای شخص متوفی قربانی می‌کنند، حدود. ۲۵۰۰–۲۳۵۰ قبل از میلاد- حک شده بر روی سنگ آهک

در پادشاهی کهن، پادشاهان برای اولین بار اهرام را برای مقبره‌های خود ساختند که با مصطبه‌های سنگی برای مقامات بلندپایه اطراف فرعون، احاطه شده بود. این واقعیت که اکثر مقامات عالی‌رتبه نیز از بستگان سلطنتی بودند، انگیزه دیگری را برای نزدیک بودن مقبره‌ها به هم نشان می‌دهد؛ این مجموعه‌ها در واقع گورستان خانوادگی نیز بوده‌اند.
برای افراد رده بالا، اجساد را مومیایی می‌کردند، در باندهای کتانی می‌پیچیدند، گاهی با گچ قالب‌گیری می‌پوشانند و در تابوت‌های چوبی ساده قرار می‌دادند. در پایان پادشاهی کهن، ماسک‌های مومیایی در کارتونیج (کتانی آغشته به گچ، مدل‌سازی و رنگ آمیزی) نیز ظاهر شد. از کوزه‌های کانوپیک برای نگه داشتن اندام‌های داخلی آنها استفاده می‌شد. طلسم‌های طلا، فیانس (نوعی مهره رنگی) و عقیق جگری رنگ ابتدا در اشکال مختلف برای محافظت از قسمت‌های مختلف بدن ظاهر شدند. اغلب، نقش برجسته‌هایی از اقلام روزمره بر روی دیوارها حک می‌شد تا وسایل فرد متوفی درون مقبره را تکمیل کند، که آنها را از طریق به تصویر کشیدن در دسترس قرار می‌داد.
درب کاذب جدید یک مجسمه سنگی غیرکاربردی از یک در بود که در داخل مقبره یا در بیرون مصطبه یافت می‌شد. این درب، مکانی را برای نذری و خواندن دعا برای متوفی فراهم می‌کرد. مجسمه‌های متوفی در مقبره‌ها گنجانده می‌شد و برای اهداف آیینی استفاده می‌شد.

### دوره نخست میانی: تنوع و تفاوت در نوع تابوت‌ها

تصویری از واجت به عنوان ماری که در بالای سرش صفحه‌ای خورشید مانند دارد در حالی که بال‌هایش را باز می‌کند - این وادجت مقبره نفرتاری، ۱۲۵۵ پیش از میلاد به تصویر کشیده شده بود.

وضعیت سیاسی در دوره نخست میانی پادشاهی مصر -که در آن بسیاری از مناطق مصر به نوعی تبدیل به مراکز قدرت شده بودند- در بسیاری از سبک‌های محلی هنر و تدفین در آن زمان منعکس شده است. بسیاری از سبک‌های منطقه ای برای تزئین تابوت‌ها باعث می‌شود که منشأ آنها به راحتی از یکدیگر متمایز شود. به عنوان مثال، برخی از تابوت‌ها دارای کتیبه‌های یک خطی هستند و بعضی دیگر شامل تصویر چشمان وادجت (چشم انسان با نشانه‌های شاهین) است. همچنین تنوع در منطقه‌ها در هیروگلیف‌های مورد استفاده برای تزئین تابوت‌ها وجود دارد.
گاهی اوقات مردان ابزار و اسلحه را در قبر خود می‌گذاشتند، در حالی که برخی از زنان، جواهرات و لوازم آرایشی مانند آینه را در مقبره خود قرار می‌دادند. سنگ‌های آسیاب گاهی در مقبره‌های زنان گنجانده می‌شد تا شاید ابزاری برای تهیه غذا در جهان بعد، به حساب آید، همان‌طور که سلاح‌های موجود در مقبره‌های مردانه دلالت بر این داشت که مردان در جهان بعد از مرگ بتوانند بجنگند.

### پادشاهی میانه، محتویات مقبره جدید

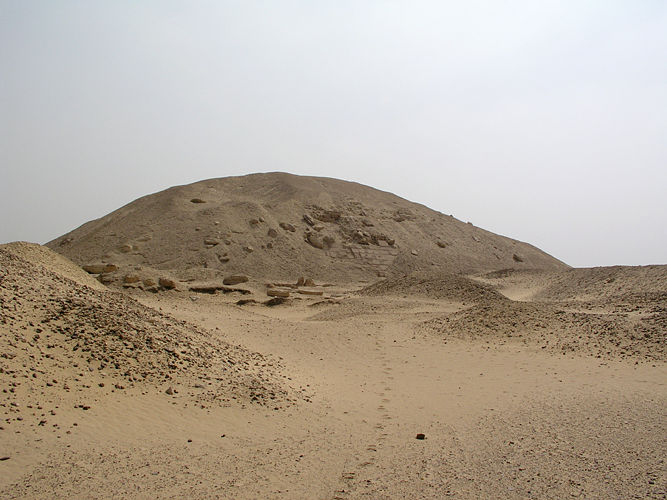
مقبره سنوسرت یکم در شهر اللشت که بر دشتی هموار ساخته شده است.

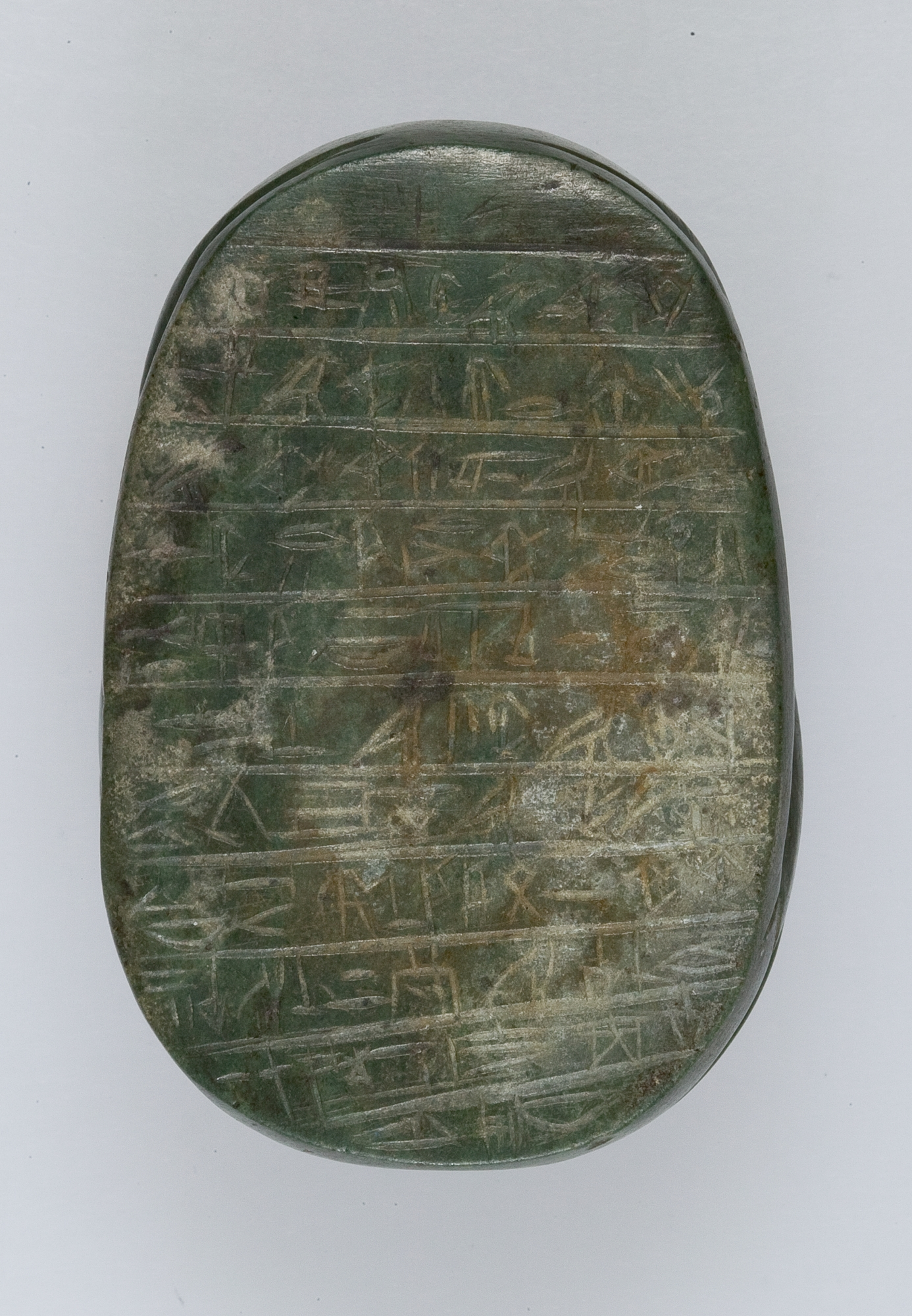
اسکراب قلبی در دوره پادشاهی نوین

آداب خاکسپاری در پادشاهی میانه، تأثیر گرفته از برخی از روندهای سیاسی آن دوره است. در طول سلسله یازدهم، مقبره‌ها در کوه‌های تبس، اطراف مقبره فرعون یا در گورستان‌های محلی در مصر علیا و میانه قرار داده شده‌اند. تبس، شهر پادشاهان سلسله یازدهم بود و آنها ترجیح می‌دادند در همان‌جا دفن شوند. اما مقامات بلندپایه سلسله دوازدهم که به پادشاهان خانواده جدیدی خدمت می‌کردند ترجیح می‌دادند در کنار این پادشاهان سلسله دوازدهم دفن شوند. علاوه بر این، تفاوت همواری در بین شهرهای تبس و اللشت منجر به تفاوت در نوع مقبره شد: در شمال یعنی شهر اللشت، اشراف مصطبه‌ها را در دشت‌های هموار بیابانی می‌ساختند، در حالی که در جنوب یعنی شهر تبس، مقامات بلندپایه به حفاری مقبره‌ها در کوه ادامه می‌دادند.
برای کسانی که در دوره سلسله یازدهم از درباریان سلطنتی رده پایین تر بودند، مقبره ها ساده تر بودند. تابوت ها می توانند جعبه های چوبی ساده ای باشند که بدن آن یا مومیایی شده و در کتان پیچیده شده باشد یا به سادگی بدون مومیایی پیچیده شده باشد، و همچنین یک ماسک مومیایی کارتونیجی به آن اضافه شود، این رسم تا دوره یونانی-رومی ادامه داشت. برخی از مقبره ها شامل کفش های چوبی و مجسمه ای ساده در نزدیکی بدن بود. در یک دفن تنها دوازده قرص نان، یک پای گاو و یک کوزه آبجو برای تقدیم غذا وجود داشت. جواهرات را می‌توان در بعضی از مقبره‌های مقامات رده پایین مشاهده کرد، اما به ندرت اشیاء با ارزش زیادی در قبرهای غیر افراد رده بالا یافت می‌شد. ماکت‌های چوبی قایق‌ها، نقاشی‌های آماده کردن غذا، صنعتگران و کارگاه‌هایشان در مقبره‌های این دوره یافت شده است.
برخی از تابوت‌های مستطیل شکل سلسله دوازدهم دارای کتیبه‌های کوتاه و نمایش‌هایی از مهم‌ترین وسایلی است که متوفی به آن نیاز داشته است. برای مردان، اشیاء به تصویر کشیده شده اسلحه و وسایل کارهای اداری و همچنین غذا بودند. تابوت‌های زنان آینه‌ها، صندل‌ها و کوزه‌های حاوی غذا و نوشیدنی را نشان می‌داد.
در اواخر سلسله دوازدهم، تغییرات قابل توجهی در مراسم خاکسپاری رخ داد که شاید منعکس کننده تغییر و تحول در دستگاه سیاسی - اداری بود که توسط پادشاه سنوسرت سوم (1836-1818 قبل از میلاد) وضع شد. اسکراب‌های قلبی و مجسمه‌هایی که به شکل مومیایی شکل می‌گرفتند، در اغلب در خاکسپاری‌ها گنجانده می‌شدند، با گذشت زمان تزئین تابوت ساده شد. سلسله سیزدهم شاهد تغییر دیگری در تزئینات مقبره و تابوت بود. نقوش مختلفی در شمال و جنوب مصر یافت شد که بازتابی از قدرت غیرمتمرکز دولت در آن زمان بود. همچنین افزایش قابل توجهی در تعداد خاکسپاری ها در یک مقبره وجود داشت که در دوره های قبلی اتفاق نادری بود. به نظر می رسد استفاده مجدد از یک مقبره توسط یک خانواده در طول نسل ها زمانی رخ داده است که ثروت به طور عادلانه توزیع شده است.

### دوره دوم میانی: آغاز خاکسپاری افراد خارجی و غیر مصری

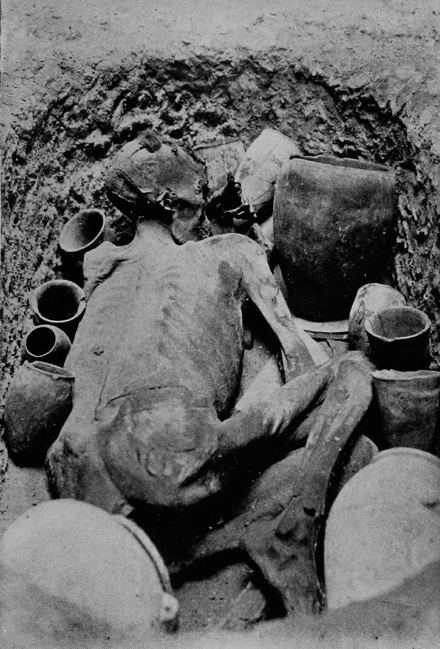
نمونه کسی که او را با بدن جمع کرده و همراه چند کوزه کوچک غذا دفن کرده اند.

مقبره های شناخته شده از دوره میانی دوم حضور غیرمصری‌هایی را که در این کشور دفن شده‌اند نشان می‌دهد. در شمال مصر، گورهای مرتبط با هیکسوس‌ها، قوم سامی غربی که بر قسمتی از دلتای نیل حکومت می‌کنند، شامل سازه‌های خشتی کوچک حاوی جسد، ظروف سفالی، خنجر در گور مردان و اغلب یک دفن الاغ در نزدیکی بود. گورهای ساده دایره ای شکل در مناطق مختلف کشور گمان می رود که متعلق به سربازان نوبیایی باشد. چنین گورهایی منعکس کننده آداب و رسوم بسیار باستانی هستند. مقبره‌های سربازان نوبیایی دارای گودال های کم عمق و مدور، جسد جمع شده و گذاشتن غذا در کوزه‌های خیلی کوچک هستند. گنجاندن گاه به گاه وسایل مصری قابل شناسایی از دوره دوم میانی تنها دلایلی هایی را ارائه می دهد که این تدفین ها را از تدفین های قبل از سلسله و حتی قبل از آن متمایز می کند.

### پادشاهی نوین: ظهور وسایل جدید در مقبره

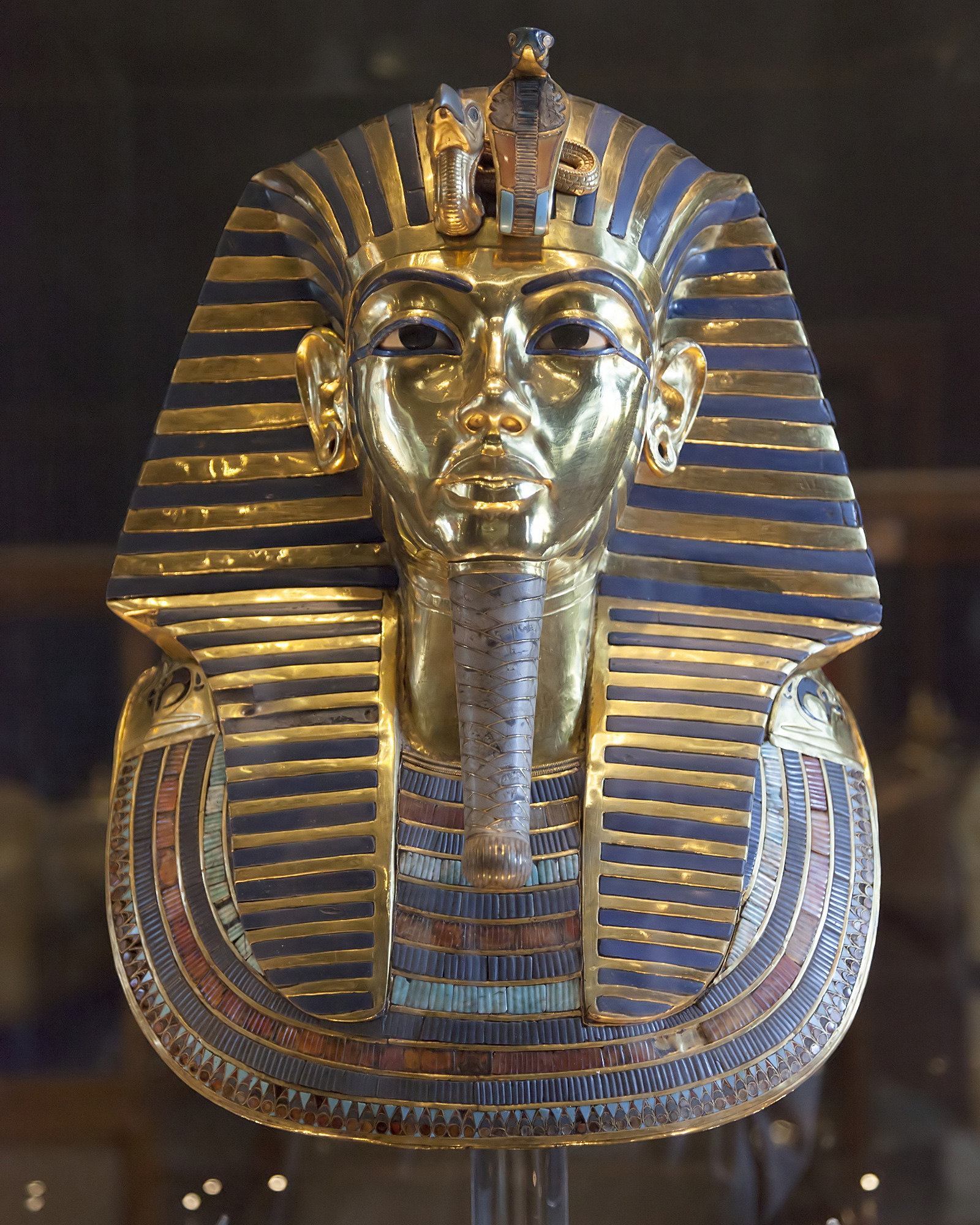
مقبره توت عنخ آمون که دارای مقادیر زیادی وسایل گران قیمت و ارزشمند بود، مانند نقاب طلایی توت عنخ آمون.

اکثر مقبره های مقامات بلندپایه، در پادشاهی نوین اتاق‌های سنگی تراش خورده بودند. پادشاهان در مقبره های چند اتاقه و تراشیده شده در دره پادشاهان دفن می شدند و دیگر در اهرام دفن نمی شدند. کاهنان در معابد سنگی که در کرانه غربی رود نیل در مقابل تبس ساخته شده بودند، آیین تشییع جنازه را برای آنها برگزار می‌کردند. 
از شواهد موجود، به نظر می‌رسد که سلسله هجدهم آخرین دوره‌ای است که در آن مصری‌ها اشیاء متعددی را که در زندگی روزمره خود استفاده می‌کردند را در مقبره‌های خود قرار می‌دادند. در آغاز در سلسله نوزدهم، مقبره ها حاوی وسایل کمتری از زندگی روزمره بودند و شامل اشیایی بودند که مخصوص دنیای بعدی ساخته شده بودند. بنابراین، در دوران گذر از سلسله هجدهم به سلسله نوزدهم، خط جدایی کننده‌ای را در برگزاری آیین‌های خاکسپاری مصریان تشکیل داد: سلسله هجدهم آداب و رسوم گذشته‌های نزدیک خود را اجرا می‌کردند، در حالی که سلسله نوزدهم آداب و رسوم جدیدی را اجرا می کرد.
افراد بلند مرتبه در سلسله هجدهم، اثاثیه و لباس و سایر وسایل را در مقبره های خود قرار می دادند، اشیایی که بدون شک در طول زندگی روی زمین از آنها استفاده می کردند. از جمله این وسایل می‌توان به تخت، صندلی، چهارپایه، صندل چرمی، جواهرات، آلات موسیقی و صندوق های چوبی اشاره کرد که در این مقبره ها وجود داشت؛ در حالیکه بسیاری از مردم فقیر چیزی فراتر از سلاح و لوازم آرایشی را در مقبره خود قرار نمی‌دادند.
هیچ مقبره افراد بلند پایه‌ی شناخته شده نیست که از دوره پادشاهی نوین غارت نشده، باقی مانده باشد. در آن دوره، هنرمندان و نقاشان، مقبره‌های متعلق به افراد بلندپایه را با صحنه‌های بیشتری از رویدادهای مذهبی تزئین می‌کردند، نه صحنه‌های روزمره و زندگی شبانه روزی که از زمان پادشاهی قدیم رایج بود. تصاویر مراسم تشییع جنازه، تقدیس و پرستش خدایان و حتی ترسیم صحنه‌های جهان پس از مرگ از موضوعاتی بود که در تزئینات مقبره افراد رده بالا به کار می‌رفت. اکثر اشیاء یافت شده در مقبره های دوره پادشاهی نوین برای زندگی پس از مرگ ساخته شده اند.

### دوره سوم میانی پادشاهی

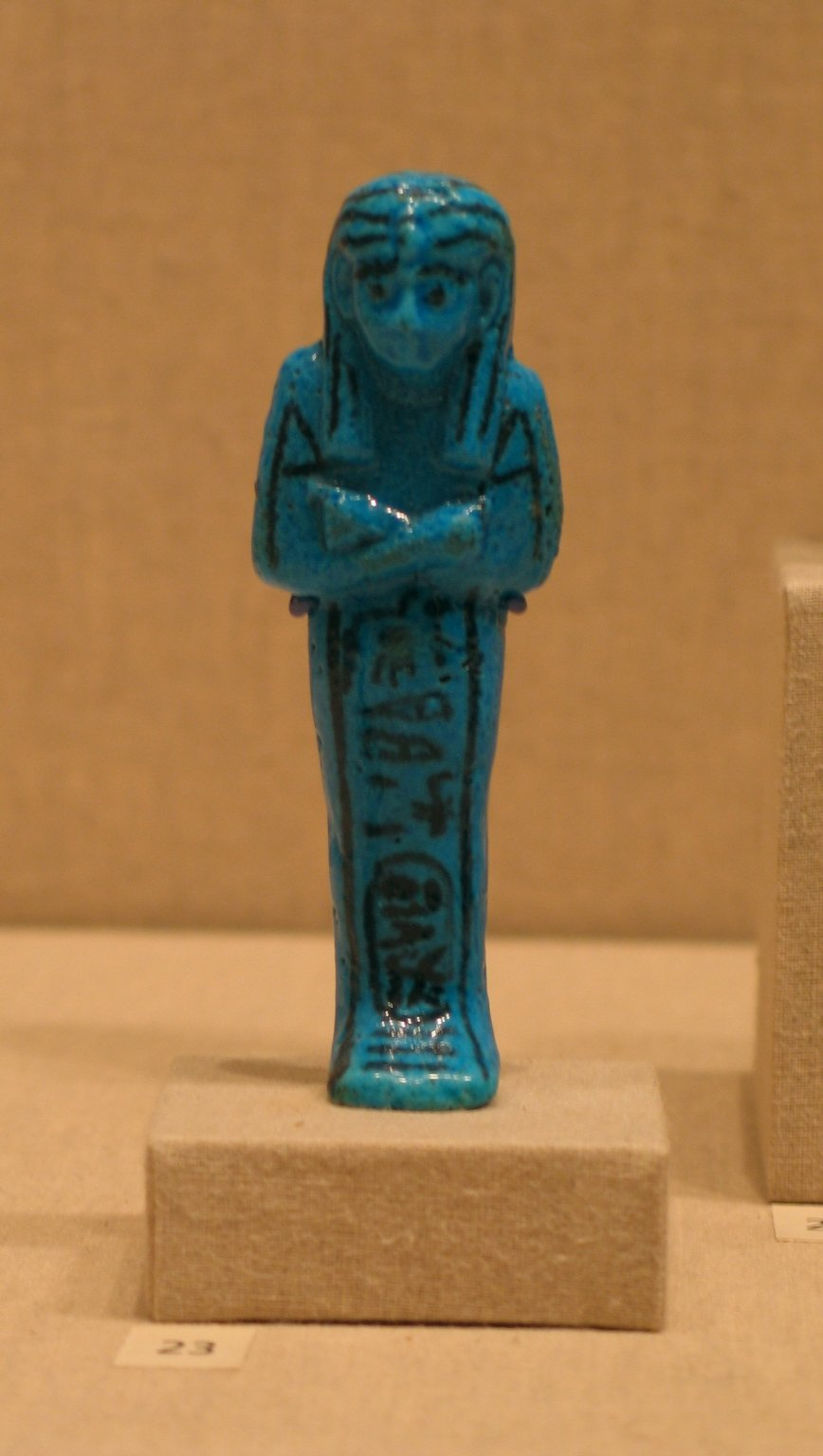
مجسمه اوشابتی

اگرچه ساختار سیاسی پادشاهی جدید در پایان سلسله بیستم فروپاشید، اکثریت خاکسپاریها در سلسله بیست و یکم مستقیماً منعکس‌کننده تحولات دوره قبلی است. در آغاز آن زمان، نقوش برجسته شبیه آثار دوره پادشاهی نوین بود. تنها در پایان دوره سوم میانی، شیوه های تدفین جدید دوره جدید دیده شد. از مقبره های آن دوره اطلاعات کمی در دست است. به نظر می‌رسد که فقدان تزیینات در مقبره‌ها سبب شده که مصری‌ها توجه‌شان را به تزئینات بسیار دقیق‌تر تابوت‌ها متمرکز کنند. اثاثیه قبرهای باقی مانده از آن دوره نشان می دهد که اوشابتی های ارزان قیمتی برای همه ساخته شود، حتی زمانی که صاحب آن ملکه یا شاهزاده خانم بوده باشد.

### اواخر دوره پادشاهی مصر: بازگشت به سنت‌ها
در خاکسپاری های دوره متأخر می‌توان از مقبره‌های معبد مانند در مقیاس بزرگ که برای مقامات بلندپایه غیر سلطنتی برای اولین بار ساخته شده بود، نام برد؛ اما اکثر مقابر در این دوره در چاله هایی فرو رفته در کف دشت شنی بوده اند.روی تابوت ها همچنان متون و طلسم‌ها و صحنه های مذهبی دیده می‌شد. اوشابتی ها برای همه طبقات جامعه استفاده می‌شوند. کوزه های کانوپیک، اگرچه اغلب غیر کاربردی بودند، همچنان در این دوره استفاده می شدند. یک مجسمه چوبی از اوزیریس یا از خدایان دیگر همراه با اسکراب‌ها، وسایل طلایی و طلسم‌های چشم هوروس در مقبره‌ها قرار داده می‌شد.

### دوره رومی: تأثیرات فرهنگ روم باستان

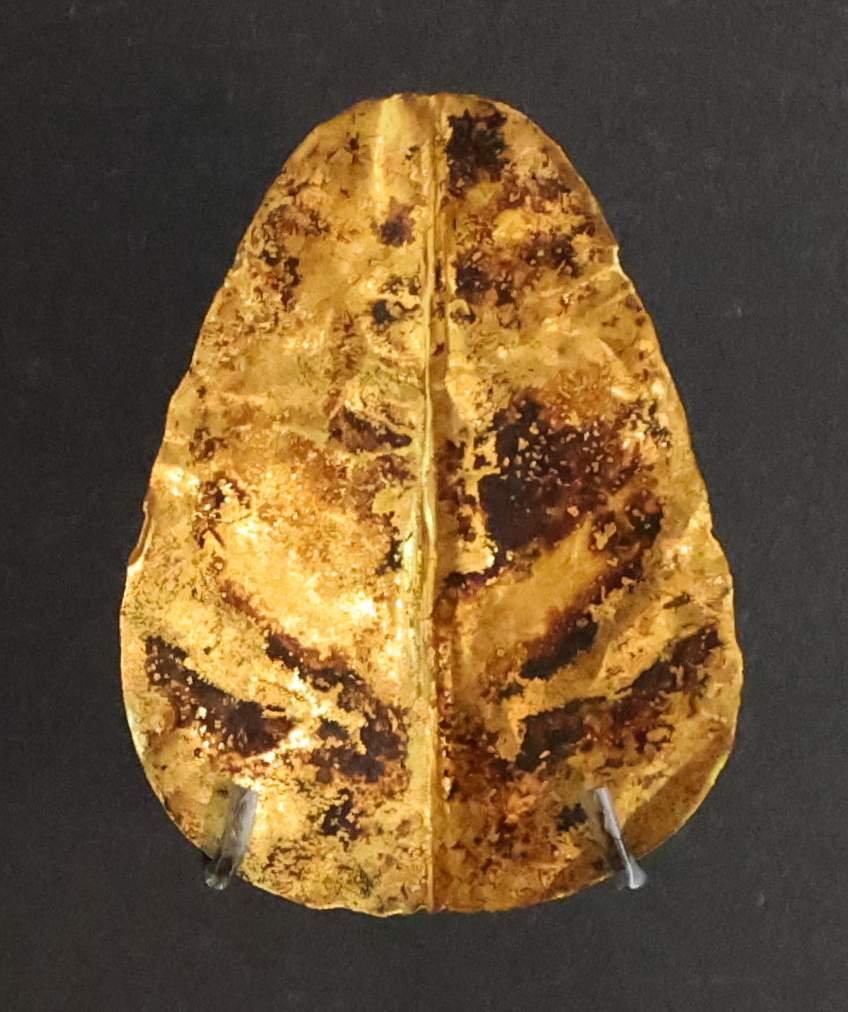
صفحات برگ مانند طلایی که مانند نوعی حرز و تعویذ برای زبان شخص متوفی استفاده می‌شد.

رومیان باستان مصر را در سال 30 قبل از میلاد فتح کردند و به حکومت آخرین و مشهورترین عضو سلسله بطلمیوسی، کلئوپاترا هفتم پایان دادند. در طول حکومت روم، یک سبک خاکسپاری ترکیبی ایجاد شد که عناصر مصری و رومی را در بر می گرفت. برخی از افراد مومیایی شده و در باندهای کتان پیچیده شدند. قسمت جلوی مومیایی اغلب با مجموعه ای از نمادهای سنتی مصر نقاشی می شد. ماسک های مومیایی، به سبک سنتی مصری یا رومی، ممکن بود به مومیایی ها اضافه شود. در برخی موارد از صفحات برگ مانند طلایی که روی چشم‌ها و زبان قرار می‌گرفتند استفاده می‌شد. آیین‌های مربوط به مومیایی کردن تا حد زیادی در قرن پنجم پس از میلاد به پایان رسید و اعمال باقی مانده با فتح مصر توسط اعراب مسلمان در سال 641 پایان یافت.

## مراسم تشییع جنازه
مورخان یونانی مانند هرودوت (قرن 5 قبل از میلاد) و دیودوروس سیکولوس (قرن 1 قبل از میلاد) کامل ترین شواهد باقی مانده را از نحوه برخورد مصریان باستان با حفظ اجساد ارائه می دهند. قبل از مومیایی کردن، برای تشییع جنازه و همچنین برای تأخیر یا جلوگیری از پوسیدگی، عزاداران، مخصوصاً اگر متوفی دارای مقام بالایی بود، صورت خود را با گل می پوشاندند و در حالی که بر سینه می زدند، در شهر رژه می رفتند.اگر همسر مردی می‌مرد، تا سه یا چهار روز نگذشته بود، جسد او را مومیایی نمی‌کردند، زیرا این امر مانع از سوء استفاده از جسد می‌شد. در صورتی که شخصی در رودخانه نیل غرق می شد یا مورد حمله قرار می گرفت، بلافاصله بدن او را مومیایی می‌کردند؛ بدن او به صورت مقدس و با دقت مومیایی می شد. این نوع مرگ به عنوان مورد احترام تلقی می شد و فقط کاهن ها مجاز بودند که بدن شخص را لمس کنند. پس از مومیایی کردن، خانواده شخص متوفی مراسم شب زنده داری را انجام می‌دادند و عزاداری می‌کردند.

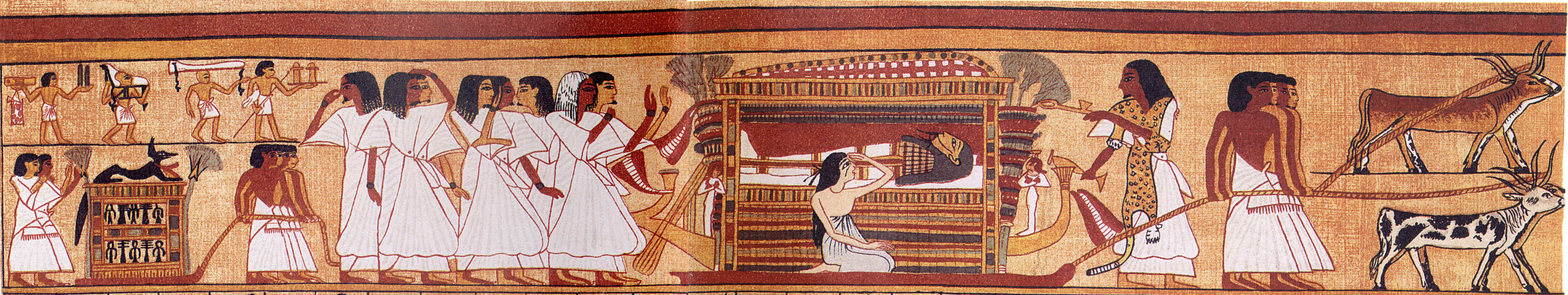
یک دسته تشییع جنازه که در کتاب مردگان به تصویر کشیده شده است (گزیده ای از پاپیروس آنی، سلسله نوزدهم، حدود 1250 ق.م.)

به طور معمول، در مراسم تشییع جنازه گاوهایی بود که تابوت را در یک کالسکه‌ای بدون چرخ می‌کشیدند، که در کنار و پشت آن دوستان و خانواده آن کالسکه را همراهی و دنبال می‌کردند. در طول راهپیمایی، کاهن عود می سوزاند و در مقابل جسد شیر می ریخت. به محض ورود به مقبره و شروع حیات در زندگی بعدی، کاهن مراسم دهان باز کردن را برای متوفی انجام داد. سر متوفی به سمت جنوب چرخانده می‌شد. انجام آیین باز کردن دهان جسد توسط کاهنان برای این بود که فرد بتواند در قضاوت بعد از مرگ خود حرف بزند و از خود دفاع کند. سپس اجناس و وسایل را در پایان مراسم به متوفی تقدیم می کردند.

## مومیایی کردن

### توضیح کلی مومیایی کردن
اگر متوفی می‌خواست که در زندگی پس از مرگ‌ای برای او وجود داشته باشد، حفظ جسدش برای او بسیار مهم بود. در فرهنگ مصر باستان روح، ( که کا هم نامیده می‌شود) که در واقع منشأ و مبدآ حیات و زندگی است، پس از مرگ فرد، از بدن خارج می شود. تنها در صورتی روح (کا) به بدن بر می‌گردد که شخص به طرز صحیحی جسدش حفظ شود و مومیایی شود تا تولد دوباره برای او صورت می گیرد. مومیایی‌کنندگان، جسد را پس از مرگ از خانواده متوفی دریافت کردند و به روشی دقیق، آن را برای مومیایی کردن آماده کردند. خانواده و دوستان متوفی بر حسب میزان پولی که داشتند، می‌توانستند در ازای پول بیشتر، امکانات و مقبره بهتری را انتخاب کنند، مشابه روندی که در قبرستان‌های امروزی انجام می‌شود. سپس مومیایی‌کنندگان جسد را تا ایبو که در زبان مصری به معنای «محل شستشو(غسالخانه)» بود می‌بردند؛ ایبو خیمه‌ای بود که جسد را در آن می‌شستند، همراهی کردند. گاهی اوقات به آنجا پِر نِفِر هم می‌گفتند که به معنای خانه زیبایی بود.

### مراحل مومیایی کردن
برای اینکه فرد متوفی بتواند تا ابد زندگی کند و در مقابل اوزیریس قرار گیرد و در دادگاه خدایان شرکت کند، باید بدنش با مومیایی کردن حفظ می شد تا روح بتواند به جسدش ملحق شود و از زندگی پس از مرگ لذت ببرد. در فرآیند اصلی مومیایی کردن، بدن با از دست دادن آب میان بافتی که برای انجام این کار از ناترون که نوعی نمک طبیعی موجود در وادی ناترون بود، حفظ می‌شد. بدن از هرگونه مایعی تخلیه شد و بدن همراه پوست، مو و ماهیچه‌ها حفظ شد. در طی این فرآیند، کاهنان ویژه‌ای به عنوان مومیایی کننده کار می کردند و جسد متوفی را برای خاکسپاری آماده می کردند.
فرآیند مومیایی کردن برای هر کسی که توانایی مالی آن را داشت در دسترس بود؛ همچنین اعتقاد بر این بود که حتی کسانی که توانایی پرداخت هزینه‌های مومیایی کردن را ندارند، می توانند با خواندن طلسم‌ها و ورد‌های صحیح، از زندگی پس از مرگ لذت ببرند. مومیایی کردن بر حسب میزان ثروت افراد در چند نوع وجود داشت:
1. گران که همراه با بهترین نوع پارچه کتان، بهترین نوع ناترون‌ها و پرتجربه‌ترین کاهنان مومیایی کننده.
2. نسبتاً گران که خدمات کمتری نسبت به نوع گران آن وجود داشت.
3. ساده ترین که شیوه معمول آن بود.
4. کم هزینه ترین که فقط ضروریات را انجام می‌دادند و توجه خاصی به جزئیات نداشتند.[۱۹]

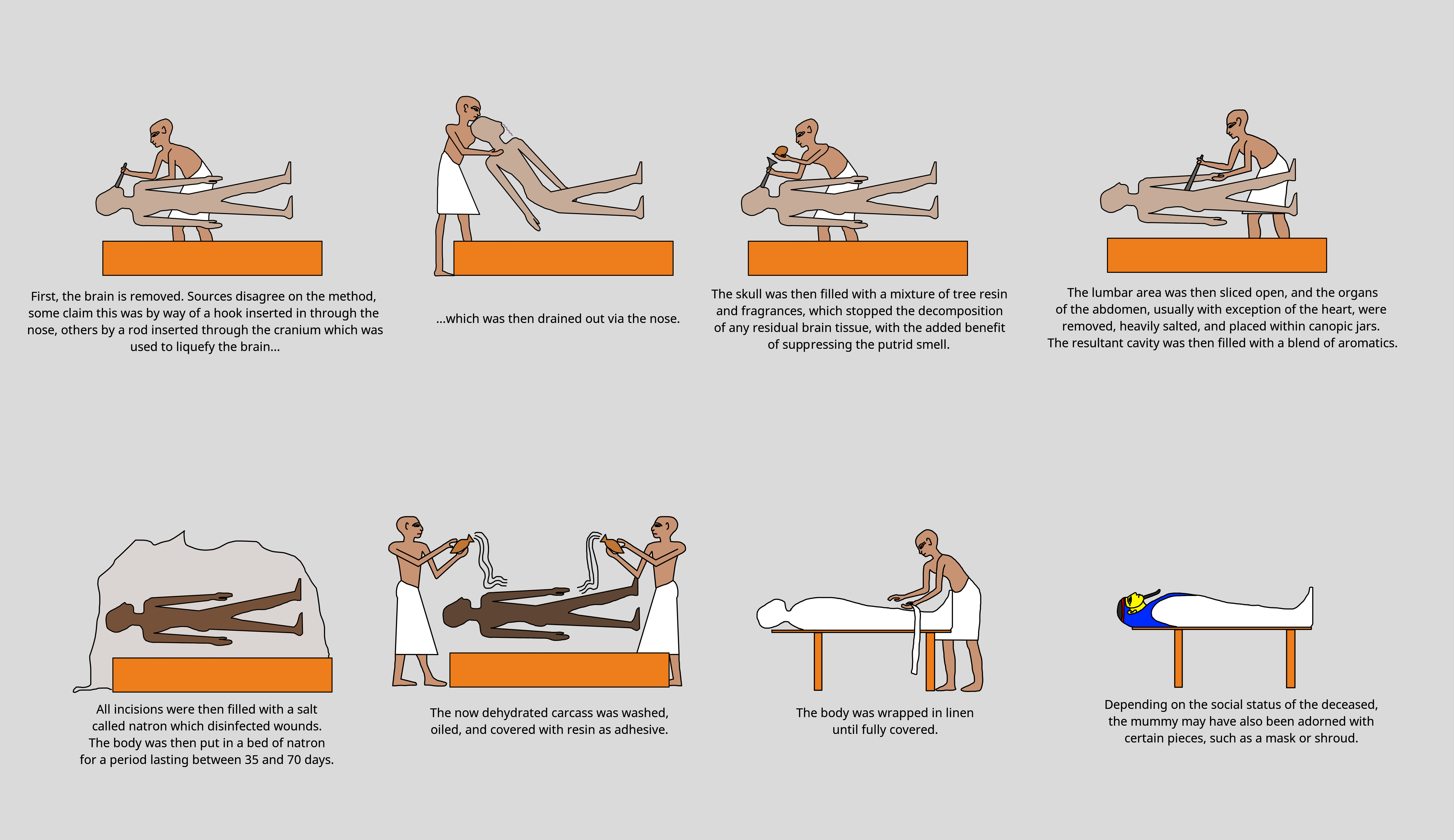
طرحی ساده از مراحل مومیایی کردن

رایج‌ترین و گران‌ترین روش مومیایی‌سازی به سلسله هجدهم برمی‌گردد. اولین قدم، برداشتن اندام های داخلی و مایعات بدن بود تا بدن پوسیده نشود. مومیایی‌کنندگان، جسد را پس از قرار دادن بر روی تخت، مغز را از طریق فرآیندی به نام «تخلیه جمجمه‌ای» از جمجمه خارج می‌کردند. آنها با وارد کردن یک قلاب بلند فلزی از طریق مجاری بینی، مغز را خارج می‌کردند. تا جایی که می توانستند با مغز را قلاب برمی‌داشتند و باقی‌مانده مغز را با دارو تبدیل به مایع می‌کردند و و از جمجمه تخلیه کردند. آنها مغز را از بدن خارج می‌کردند زیرا فکر می کردند که قلب مرکز همه افکار و احساسات و تصمیم‌هاست و مغز تنها برای پر کردن فضای خالی جمجمه کاربرد دارد.
مرحله بعدی برداشتن اندام‌های داخلی مانند ریه‌ها، کبد، معده و روده‌ها و قرار دادن آن‌ها در کوزه‌های مخصوص با درب‌هایی به شکل سر خدایان محافظ. این چهار سردرب عبارت بودند از چهار پسر هوروس: ایمست، هاپی، دوموتف و قبه‌سنف بود. ایمست در قالب سر انسان بود و از کبد محافظت می کرد. هاپی در قالب سر بابون بود و از ریه ها محافظت می کرد. دوموتف در قالب سر شغال بود و از معده محافظت می کرد. قبه‌سنوف در قالب سر شاهین بود و از روده‌های کوچک و بزرگ محافظت می‌کرد. گاهی اوقات این چهار کوزه را در صندوق کانوپی قرار می دادند و همراه با جسد مومیایی شده دفن می کردند. یک صندوق کانوپی شبیه یک "تابوت مینیاتوری" بود و به طرز پیچیده و زیبایی نقاشی شده بود. مصریان باستان بر این باور بودند که با دفن اعضای بدن متوفی کنار جسدش، ممکن است دوباره به زندگی پس از مرگ بپیوندند. در مواقع دیگر اعضای خارج شده بدن شستشو داده می‌شدند تا تمیز و پاک بشوند و سپس به بدن برمی گشتند. سپس حفره بدن را با شراب(از اتانول موجود در آن برای ضدعفونی کردن استفاده می‌کردند) و مجموعه ای از داروها و ادویه‌ها شستشو می‌دادند. سپس بدن را با گیاهان معطر و ادویه جات پر می‌کردند و آن را می‌دوختند. قلب در بدن می‌ماند، زیرا در تالار داوری در مقابل خدایان، قلب انسان با پر ماعت سنجیده می شد. پس از شستن پوست بدن با شراب برای ضد عفونی کردن آن، بدن را با ناترون می‌پوشاندند. روند بیرون کشیدن آب بدن ۴۰ روز طول می‌کشید.

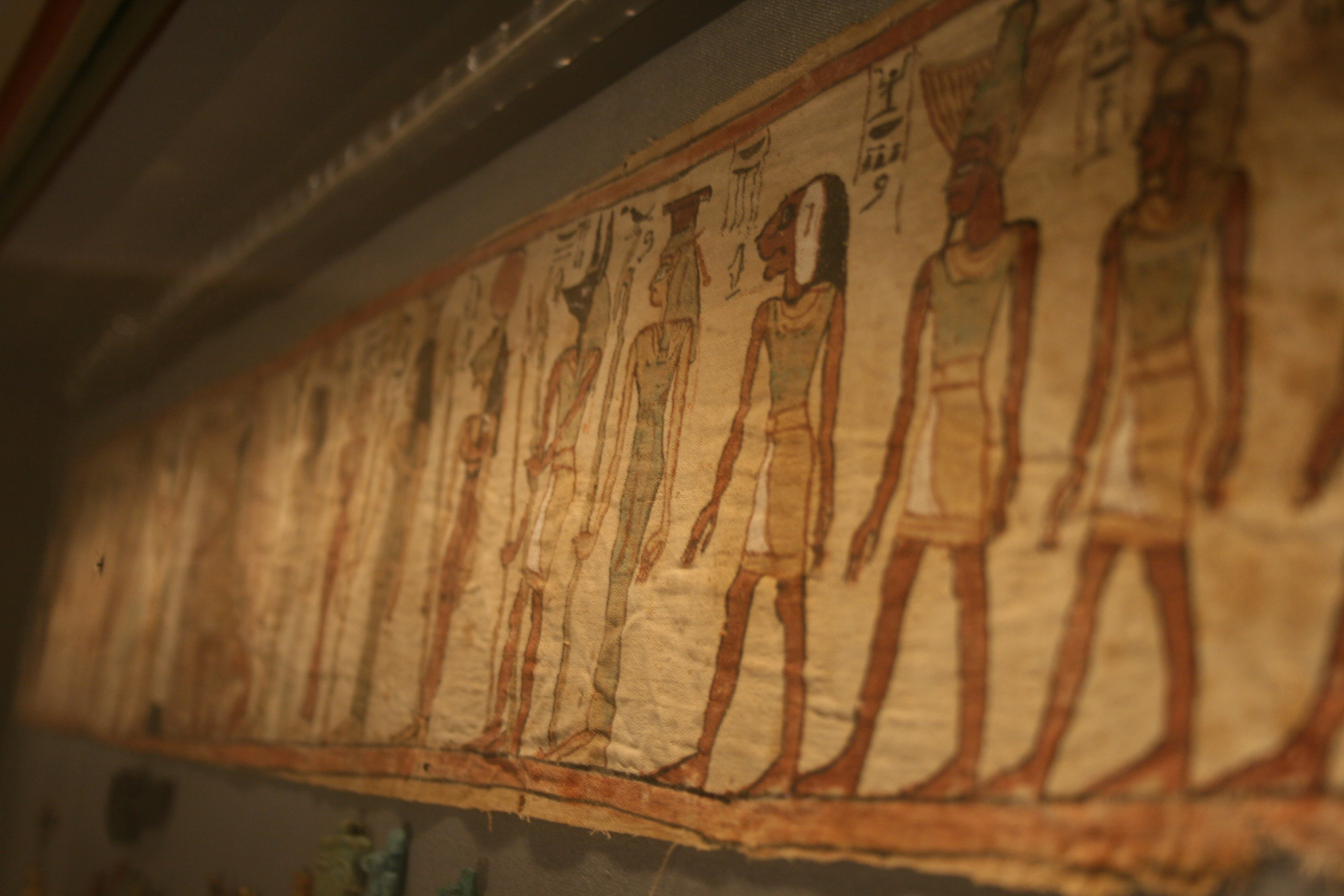
نوارهای نقاشی شده کتان که برای مومیایی کردن استفاده می‌شده.

بخش دوم فرآیند مومیایی کردن، ۳۰ روز طول می‌کشید. این زمانی بود که فرد متوفی به یک موجود نیمه الهی تبدیل می شد و هر آنچه از قسمت اول در بدن باقی می ماند حذف می شد. برای ضد عفونی کردن بدن از شراب استفاده می‌کردند و سپس روغن می‌ریختند. این روغن ها برای اهداف تشریفاتی و همچنین برای جلوگیری از شکستن اندام ها و استخوان ها در حین پیچیده شدن بود. بدن گاهی اوقات با رزین طلایی رنگ می شد تا جسد در برابر باکتری ها و حشرات محافظت بشود. علاوه بر این، مصریان اعتقاد داشتند که موجودات آسمانی گوشتی از طلا دارند. سپس،در حالی که یک کاهن دعا می‌خواند و بخور می‌ساخت و عود را می‌سوزاند، جسد را در کتانی که به صورت نوار بریده شده بود، با تعویذی خاص می‌پوشاندند. نوارهای کتان را با استفاده از صمغ به بدن می‌چسبانند این نوارهای کتان، بدن را در برابر عوامل مختلفی محافظت می‌کرد و بسته به میزان ثروت خانواده متوفی، می‌توانستند آن را با نقاب و زیورآلات تزئینی آن را تزئین کنند. مراقبت‌های ویژه‌ای به از سر، دست ها، پاها و اندام تناسلی می شد، زیرا مومیایی هایی که مربوط به اواخر پادشاهی مصر هستند، در این نواحی، پوشش و محافظتی بیشتر انجام دادند. مومیایی‌ها از طریق برچسب‌های کوچک چوبی که معمولاً به دور گردن متوفی بسته می‌شدند شناسایی شدند. روند ۷۰ روزه این مراسمات می‌تواند به اوزیریس و طول مدت زمانی که ستاره شباهنگ در آسمان غایب است، اشاره داشته باشد.
گزینه نسبتاً گران برای مومیایی کردن که مخصوص افراد ثروتمند مصری بود شامل برش در حفره شکم یا برداشتن اندام های داخلی نیست بلکه در عوض مومیایی‌ کنندگان روغن درخت سرو را به بدن تزریق می‌کردند که از خروج مایعات از بدن جلوگیری می‌کرد. سپس جسد را برای چند روز مشخص در ناترون می‌گذاشتند. سپس روغن از بدن خارج شد و به همراه آن اندام های داخلی مانند معده و روده ها که توسط روغن سرو به حالت مایع درآمدند، بیرون می‌آمد. گوشت جسد در ناترون حل شد و تنها از بدن متوفی پوست و استخوان باقی می‌ماند سپس بقایای آن به خانواده بازگردانده می شود. ارزان‌ترین و ابتدایی‌ترین روش مومیایی، که اغلب توسط فقرا انتخاب می‌شد، شامل پاکسازی اندام‌های داخلی متوفی و سپس قرار دادن جسد در ناترون به مدت ۷۰ روز بود. سپس جسد به خانواده تحویل داده شد.

## آداب خاکسپاری در مصر باستان

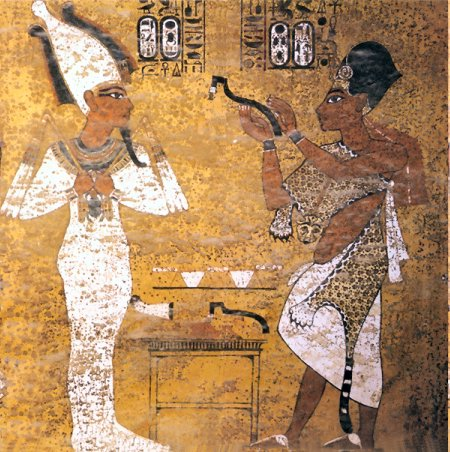
آیی با لباسی از پوست پلنگ، در حال باز کردن دهان توت عنخ آمون. نقاشی دیواری از مقبره توت عنخ آمون (سلسله هجدهم، حدود 1325 ق.م).

پس از آماده شدن مومیایی، باید به صورت نمادین توسط یک کاهن جسد دوباره زنده شود. مراسم یاز کردن دهان توسط کاهن انجام می‌شد که طلسمی به زبان می‌آورد و بدن مومیایی یا تابوت را با اسکنه ای مسی یا سنگی مورد لمس و ضربه قرار می‌داد. این مراسم تضمین می کرد که فرد می تواند در زندگی پس از مرگ، نفس بکشد و صحبت کند. به روشی مشابه، کاهن می‌توانست برای زنده کردن دست‌ها، پاها و سایر اعضای بدن مومیایی طلسم‌هایی به زبان بیاورد. طلسمی که کاهن به زبان می‌آورد در کتاب مردگان اینگونه ذکر شده است:
مصریان بر این باور بودند که فرد متوفی پس از مرگ همچنان می‌تواند احساس خشم یا کینه‌ را  همانند دوران زندگی داشته باشد، و همچنین نسبت به رفاه خانواده‌ی خود که هنوز زنده است، نگرانی داشته باشد. از این رو انتظار می‌رفت که متوفی از خانواده زنده خود حمایت و پشتیبانی کند.
مصری های کمتر خوش شانس هم می خواستند اعضای خانواده شان به درستی دفن شوند. یک دفن معمولی در صحرا برگزار می‌شد، جایی که خانواده جسد را در پارچه‌ای می‌پیچیدند و آن را با وسایل روزمره دفن می‌کردند تا در زندگی پس از مرگ راحت باشند. اگرچه برخی از مردم عادی می‌توانستند مومیایی کنند و می‌توانستند بپردازند، اما بیشتر آنها به دلیل هزینه‌های بالای آن، نتوانستند. اغلب، مصریان فقیرتر در گورهای دسته جمعی یافت می شوند که مومیایی نشده و تنها با حداقل اشیاء مدفون هستند.

## مقبره‌ها
در عقیده مصریان باستان مقبره محل اقامت متوفی بود. مقبره‌ها دو وظیفه مهم را ایفا می کرد:
1. محافظت از جسم متوفی و کمک به آرامش او
2. مکانی برای عزاداران که در آن مراسمات خود را انجام بدهند

بنابراین مصریان باستان در مورد نحوه ساخت مقبره ها بسیار جدی بودند. دو علامت معرفی کننده‌ی مقبره عبارتند از: اتاق دفن، که در آن جسم متوفی (در داخل تابوت) و وسایل زندگی در جهان پس از مرگ او وجود داشت، و یک اتاق گردهمایی که شبیه یک عبادتگاه بود تا در آن عزاداران، خانواده و دوستان می توانستند دور هم جمع شوند. در مقبره یک پادشاه به جای یک عبادتگاه کوچک، معبدی کامل وجود داشت.

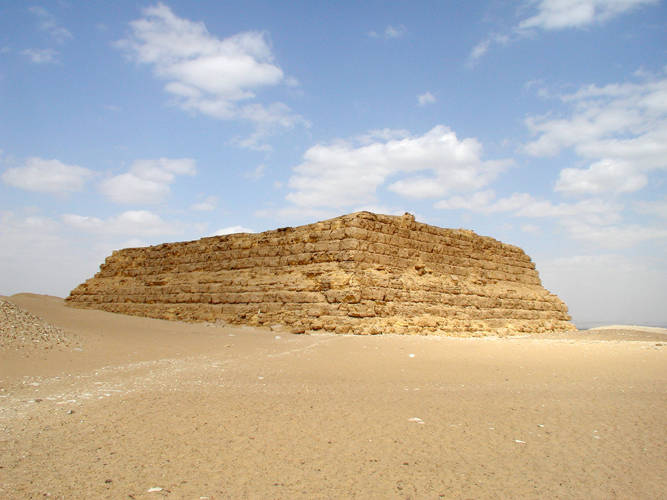
مصطبه الفرعون که مقبره شپ-سسکاف است (سلسله چهارم، حدود 2505 ق.م.)

به طور معمول، مقبره یک فرد متوفی در جایی نزدیک به محل زندگی آنها قرار داشت. مصریان باستان ترجیح می دادند متوفی را در زمینی دفن کنند که حاصلخیز یا مخصوص کشاورزی و دامداری نباشد. بنابراین مقبره ها بیشتر در مناطق کویری ساخته می شدند. مقبره ها معمولاً در نزدیکی یکدیگر ساخته می شدند و به ندرت کسی به تنهایی دفن می‌شد؛ اما برای یک فرعون متوفی، مقبره در مکانی بسیار مقدس قرار داشت.
در مصر ما قبل تاریخ، اجساد در بیابانها دفن می شدند و به علت کم آبی و هوای خشک و گرم، اجساد به طور طبیعی حفظ می شدند. «قبرها» گودال های کوچک بیضی یا مستطیلی شکلی بودند که در ماسه حفر شده بودند. جسد متوفی را به همراه چند کوزه غذا و نوشیدنی و چند تخته سنگ با طلسم های مذهبی در کنار آن قرار می‌دادند. به طور کلی اندازه قبرها بر اساس موقعیت و ثروت افزایش می‌یافت. شرایط خشک و بیابانی در مصر باستان برای دفن فقرا مفید بود، افرادی که توانایی پرداخت هزینه‌های پیچیده خاکسپاری مانند خاکسپاری  ثروتمندانه را نداشتند در مقبره‌های ساده‌ای به نام مصطبه دفن می‌شدند. مصطبه‌های سلطنتی بعداً به اهرام پلکانی و سپس «اهرام سنگی بزرگ» تبدیل شدند. مراسم خاکسپاری، از جمله "آئین باز کردن دهان" در معبد دره انجام می‌شد.
اکثر گورستان ها در کرانه غربی رود نیل قرار داشتند که به صورت استعاری به عنوان «سرزمین مردگان» نامیده می شد. گفته می شد که مقبره نشان دهنده جایگاه متوفی در جهان آفرینش بود که در نهایت به طبقه اجتماعی متوفی بستگی داشت. اگر متوفی از جایگاه ویژه ای برخوردار بود، آنها را در نزدیکی پادشاه دفن می کردند، در حالی که افراد متوسط و پایین را در نزدیکی محلی که در آن زندگی می کردند، دفن می کردند. مقبره‌ها بر حسب درجه اجتماعی افراد در مکانی بالاتر یا پایین‌تر قرار می‌گرفت به صورتی که مقبره فرماندهان رده بالا در بالای تپه بود و مقبره فرماندهان رده پایین در پایین تپه قرار داشت.

## تابوت‌ها

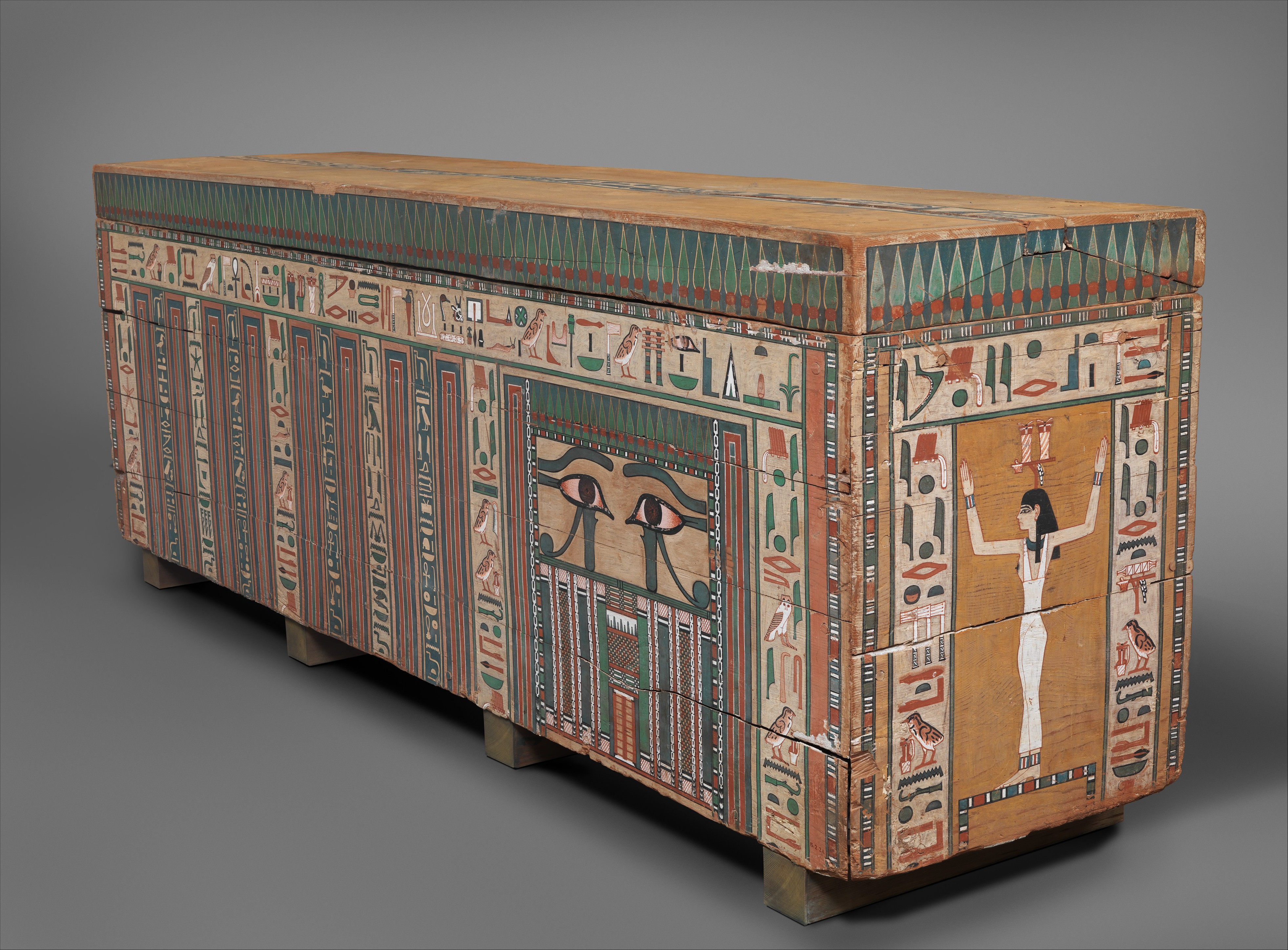
تابوتی با تزئینات رنگ آمیزی شده از جنس چوب

پس از انجام بعضی آئین‌های مومیایی کردن، مومیایی در تابوت قرار داده می‌شد. اگرچه تابوت هایی که اجساد متوفی را در خود جای داده بودند، به سادگی از چوب ساخته شده بودند، اما به شکل شگفت‌انگیزی رنگ آمیزی شده بودند و متناسب با هر فردی طراحی شده بودند. تزئینات روی تابوت معمولاً متناسب با وضعیت متوفی بود. در طول پادشاهی کهن، موارد زیر روی هر تابوت نوشته می‌شد: 
1. نام متوفی
2. فهرستی از پیشکش‌های دوستان و خانواده
3. دریچه‌ای که کا(روح) می‌توانست از آن عبور کند
4. و چشم‌هایی نقاشی شده بود تا متوفی بتواند در تابوت به بیرون نگاه کند.[۳۷]

در دوران پادشاهی میانه، با تابوت به گونه‌ای رفتار می‌شد که گویی یک «مقبره مینیاتوری» است و به این صورت نقاشی و نوشته می‌شد. تصاویر الهه های ایزیس و نفتیس روی تابوت ها نقاشی شده بود و گفته می‌شد که در زندگی پس از مرگ از متوفی محافظت می کنند. در کناره‌های تابوت‌ها، چهار پسر هوروس نیز نقاشی شده‌بودند. اغلب بر تابوت ها نیز دعا نوشته می شد.

## دادگاه قضاوت خدایان

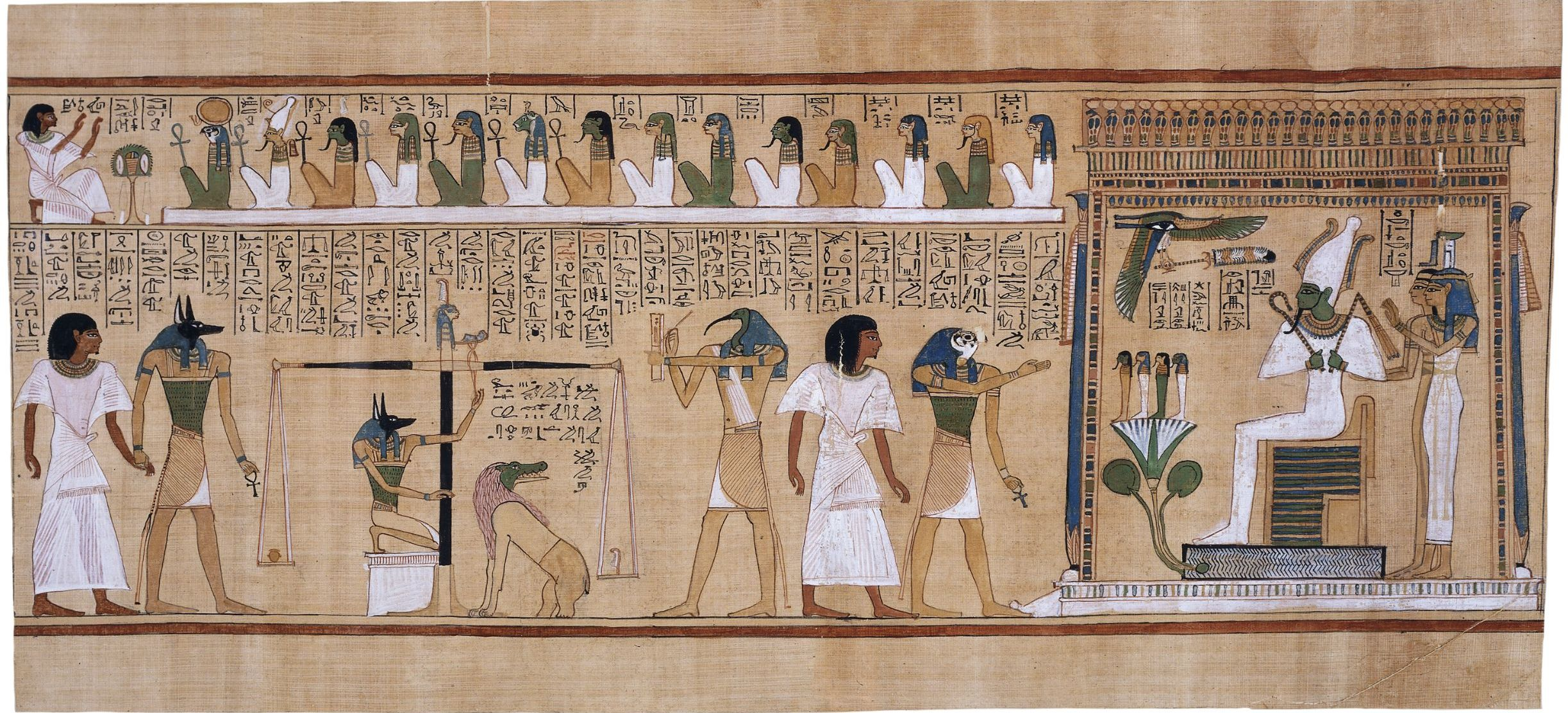
وزن کردن قلب که در پاپیروس هونفر (سلسله نوزدهم، حدود 1300 پیش از میلاد) به تصویر کشیده شده است.

عقیده مصریان در رابطه با دادگاه قضاوت چنین بود: برای اینکه بتوانند در زندگی پس از مرگ اجازه حیات داشته باشند، کسانی که از دنیا می رفتند، موظف به قضاوت چند مرحله ای از سوی خدایان خاص بودند. مفهوم و اعتقاد به قضاوت در دوران پادشاهی جدید بیان شده بود. این دادگاه مراحلی داشت: قلب متوفی را در مقایسه با پر ماعت وزن می کردند، در حالی که آمیت منتظر بود که اگر متوفی گناهکار است، قلب او را بخورد و خوردن قلب یک متوفی به معنای نابودی او بود. آن متوفی اوزیریس را سوگند می داد که گناهی مرتکب نشده است که به «اعتراف منفی» معروف است. چهل و دو ارزیابِ ماعت قضاوت می‌کردند که زندگی متوفی چگونه بوده است، و این نشان دهنده موضوع اصلی ورود متوفی به زندگی پس از مرگ بود. پس از قضاوت، خانواده و دوستان متوفی از ارزیاب‌ها تجلیل می کردند و به حقانیت آنان برای گزینش افراد برای ورود به عالم آخرت می بالیدند.

## قایق‌های تشییع

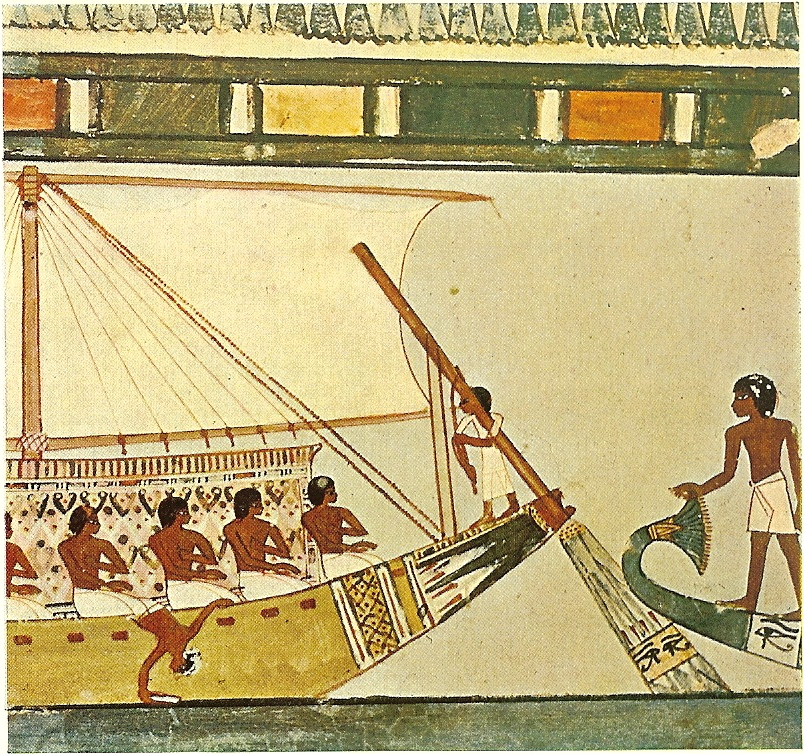
قایقی نقاشی شده برای تشییع جنازه

قایق‌های تشییع جنازه بخشی از آیین‌های خاکسپاری مصر باستان بودند. این قایق نماد انتقال مردگان از زندگی زمینی به زندگی پس از مرگ است. قایق‌ها نقش عمده‌ای در عقاید دینی مصر بازی می‌کردند، زیرا آنها به‌عنوان وسیله‌ای اصلی برای سفر خدایان در آسمان متصور می‌شدند. یکی از انواع قایق هایی که در مراسم تشییع جنازه استفاده می شد برای زیارت اماکن مقدسی مانند ابیدوس بود. برای مثال، یک قایق بزرگ تشییع جنازه در نزدیکی یک هرم سلطنتی از پادشاهی قدیم برای پادشاه خوفو پیدا شد. قایق های تشییع جنازه معمولاً از چوب ساخته می شدند. مصریان از دستهای از نی‌های پاپیروس استفاده می کردند و آنها را با چوب بسیار محکم به هم می بستند. رایج ترین مسیر برای قایق های تشییع جنازه رودخانه نیل بود. قایق تابوت را حمل می کرد و غالباً یک سگ در قایق داشت زیرا آنها معتقد بودند که سگ‌ها فرد متوفی را به زندگی پس از مرگ می برند. قایق ها معمولاً حدود ٢۰ فوت یا بیشتر اندازه داشتند. اما اینگونه قایق‌های کوچک با مقام و رتبه پادشاهان بزرگی مانند خوفو (که هرم بزرگ را ساخت) همخوانی نداشت. قایق تشییع جنازه او تقریباً ١۴۴ فوت طول و ١٢ پارو داشت. قایق های تشییع جنازه معمولی، اندازه کوچکتر با پاروهای کمتری داشتند.